# Quinapril
Quinapril is een geneesmiddel uit de groep van de ACE-remmers. Het is tegen voorschrift verkrijgbaar en wordt voorgeschreven bij hoge bloeddruk, hartfalen en nierinsufficiëntie.
Het is sinds 1989 internationaal op de markt; merknaam is Acupril (Pfizer). Het is nu ook verkrijgbaar als generiek geneesmiddel. De geneesmiddelen bevatten meestal het zout quinaprilhydrochloride.
Quinapril is een "prodrug": de stof wordt in het lichaam gehydrolyseerd tot de metaboliet quinaprilaat, dat de feitelijke actieve stof is.